# 都支杜鹃
都支杜鹃（学名：Rhododendron shanii），为杜鹃花科杜鹃花属下的一个种。

## 扩展阅读
維基物種上的相關：都支杜鹃